# لیکویی ابروسفید
لیکویی ابروسفید (نام علمی: Pomatostomus superciliosus) نام یک گونه از تیره لیکویان استرالزی است.